# Fanny Walden
Frederick Ingram Fanny Walden (1 de marzo de 1888-3 de mayo de 1949) más conocido como Fanny Walden, fue un futbolista profesional inglés que jugó en el Northampton Town F.C., en el Tottenham Hotspur F.C. y tuvo cierto nivel internacional en la selección de Inglaterra durante 1910 y 1920. También jugó al cricket para el Northamptonshire County Cricket Club y fue el entrenador de la selección inglesa de cricket. Tiene el récord de ser el jugador más bajo de todos los tiempos en la selección inglesa, al medir 1,57 metros.

## Carrera como futbolista
Walden nació en Wellingborough, Northamptonshire, y después de jugar al fútbol para varios clubes, empezó su carrera profesional en 1909 en el Northampton Town F.C., jugando después en la Southern Football League.
El 13 de abril de 1913 fue transferido al Tottenham Hotspur F.C. por 1.700 libras (aproximadamente 2312 euros). Midiendo solamente 1,57 metros, siempre fue descrito como un “ganador diminuto”, y fue conocido por su “lanzamiento hacia la banda por el flanco derecho”. Su pequeña estatura hizo que le apodaran “Fanny”, que se usó comúnmente en su época para describir a los que tienen una “constitución delicada”.
Continuó jugando para el Tottenham después de haber finalizado la Primera Guerra Mundial. Hizo su contribución más importante para el Tottenham, que ganó el título de la Segunda División en 1920, pero desafortunadamente el siguiente año perdió la Copa Final de la Asociación de Fútbol en 1921, después de combatir contra una herida.
Jugó un total de 300 partidos para el Tottenham, incluyendo 215 partidos de liga (marcando 21 goles) y 22 Copas de la Asociación de Fútbol (marcó 3 goles), antes de volver a jugar contra el Northampton Town F.C. en julio de 1924.
Ganó su primera copa de Inglaterra el 4 de abril de 1914 contra Escocia. La segunda la ganó el 13 de marzo de 1922 contra Gales.
Como es de esperar, mantiene el récord de ser el jugador más bajo de todos los tiempos en la selección inglesa.

## Carrera como jugador de cricket
Walden jugó en el equipo de Northamptonshire, entre 1910 y 1929. Marcó un total de 7538 carreras en 258 partidos.
Después de retirarse como jugador de cricket, se convirtió en el umpire. Un umpire es cualquier persona en el cricket con la autoridad de hacer las leyes. Le nombraron umpire de las Pruebas de los Partidos de Cricket empezando su primera clase entre 1930 y 1939. Reguló 11 partidos desde 1934 hasta 1939, entre ellos un Inglaterra contra Australia e Inglaterra contra la Selección de Cricket de Indias Occidentales.
En 1938 estuvo con Frank Chester en el estadio The Oval durante el récord de Inglaterra al ganar con 579 carreras.

## Muerte
Funny Walden murió en Northampton, Inglaterra, el 3 de mayo de 1949.